# IMG模特
IMG模特（IMG Models）是一家国际模特经纪公司，总部位于美国纽约。它是国际管理集团的子公司，旗下有许多超級名模。

## 历史
IMG模特于1987年左右由体育经纪人马克·麦考马克创立。其男子部门曾于2007年解散，但又于2012年9月重建。